# NHL Entry Draft 2004

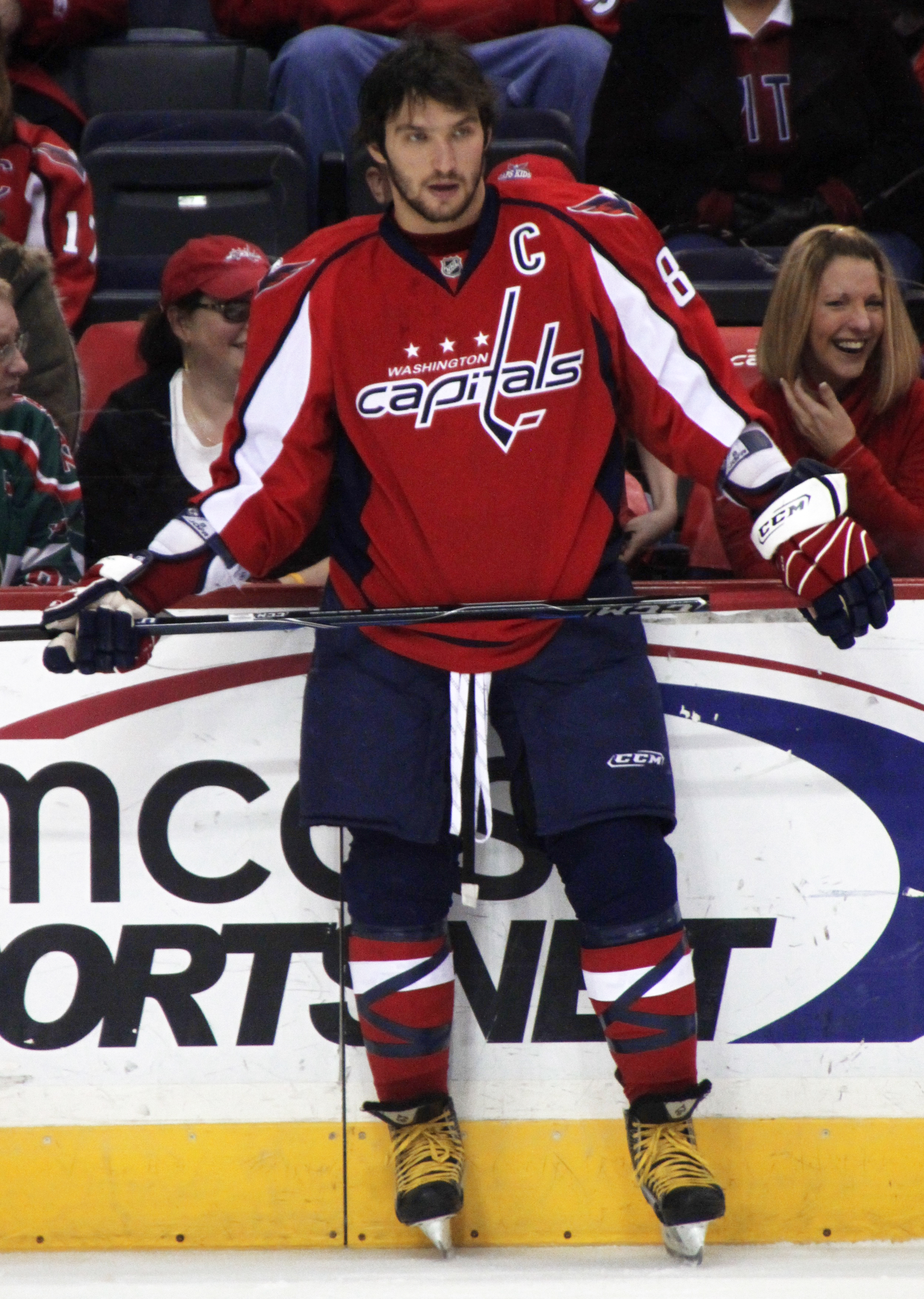
Aleksandr Ovetjkin är omåttligt populär bland hockeyfans världen över.

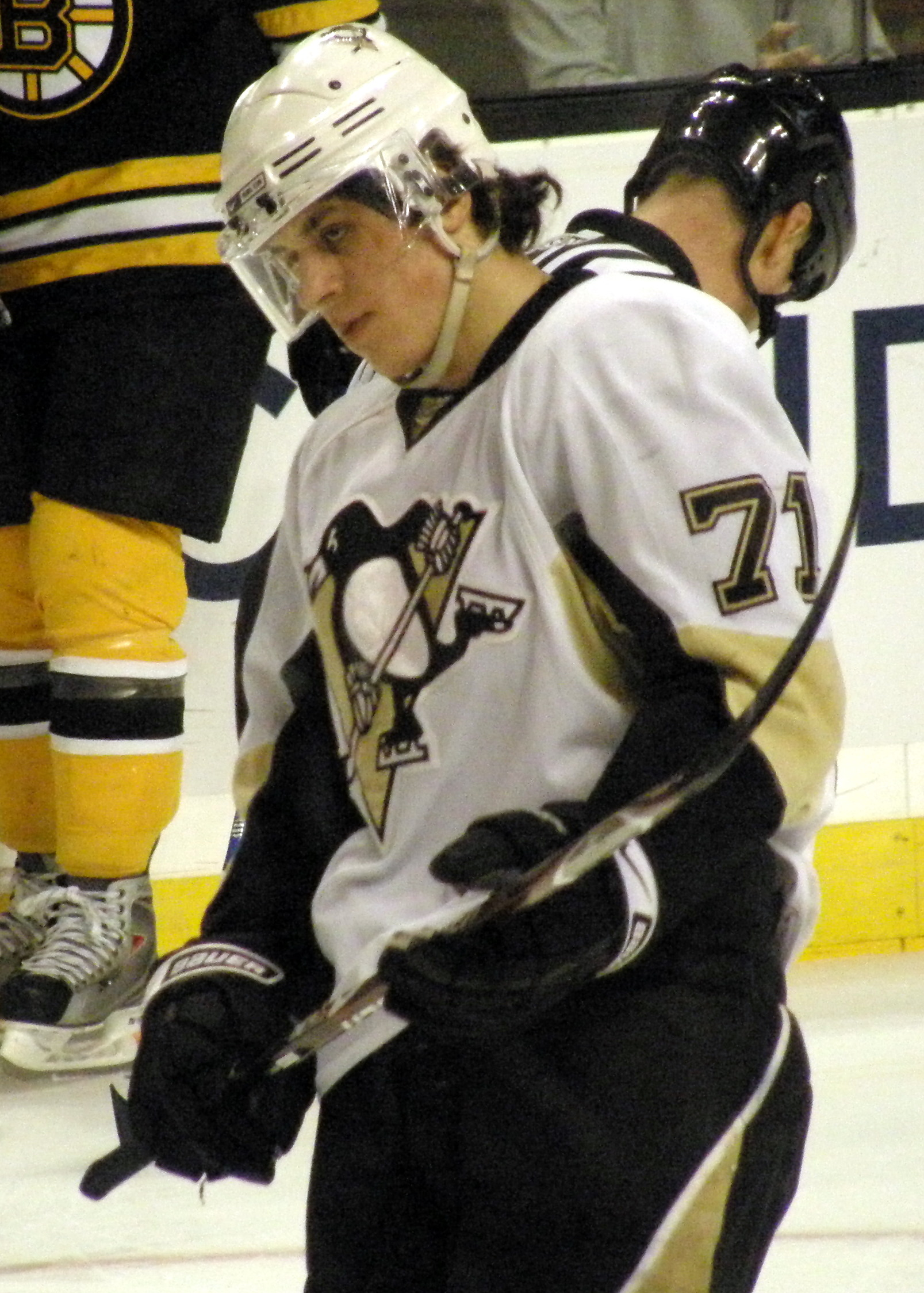
Jevgenij Malkin valdes som andre spelare totalt av Pittsburgh Penguins.

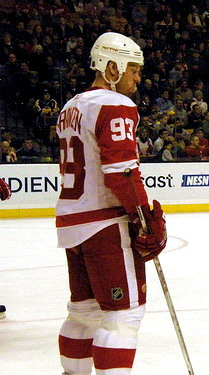
Johan Franzén kan idag ses som ett draftfynd, han valdes som 97:e spelare av Detroit Red Wings.

2004 NHL Entry Draft var den 42:e NHL-draften. Den ägde rum 26–27 juni 2004 i RBC Center som ligger i Raleigh, North Carolina, USA. Washington Capitals var först ut att välja spelare och de valde Aleksandr Ovetjkin. Hans landsman Jevgenij Malkin valdes som andre spelare av Pittsburgh Penguins. Washington stjärnback Mike Green valdes i samma runda som Ovetjkin fast först som 29:e spelare.
Förste svenske ishockeyspelaren som valdes blev Johannes Salmonsson, Pittsburgh Penguins valde honom som förste spelare i andra rundan som 31:e spelare. Noterbart är att svenskarna Alexander Edler och Johan Franzén blev valda i tredje rundan. Vancouver Canucks tog Edler som 91:e spelare totalt och Detroit Red Wings valde Franzen som 97:e spelare totalt.   